# Zypern-Cup 2008
Der im Jahr 2008 ausgetragene Wettbewerb um den Zypern-Cup war das Premierenturnier für A-Nationalmannschaften der Frauen, der jährlich (zunächst bis 2020) auf der gleichnamigen Insel im Levantischen Meer seinen Platz hatte, er wurde vom 5. bis zum 12. März 2008 ausgetragen. Die sechs teilnehmenden Mannschaften spielten zunächst in zwei Dreier-Gruppen gegeneinander; die Gruppensieger ermittelten in einem Finale den Turniersieger und die zweit- und drittplatzierten spielten um die nachfolgenden Platzierungen. Mit Ausnahme der Vereinigten Staaten, deren US-amerikanische A-Nationalmannschaft zeitgleich am Turnier um den Algarve-Cup teilnahm, vertrat in diesem Turnier die US-amerikanische U20-Nationalmannschaft den USSF.
Die Spiele der A-Nationalmannschaften gegen diese Altersklassen-Auswahl werden/wurden von der FIFA nicht als offizielle Länderspiele gewertet und finden/fanden in den Verbandslisten dieser keine Erwähnung.
Die jeweils spielfreie Mannschaft trug ein für das Turnier nicht gewertetes Spiel gegen die spielfreie Mannschaft der anderen Gruppe aus. 5. März: Japan vs. Niederlande 3:1 (1:0), 7. März: USA U20 vs. Russland 0:2 (0:0), 10. März: Kanada vs. Schottland 0:2 (0:0).

## Gruppe A
| Pl. | Land        | Sp. | S | U | N | Tore    | Diff. | Punkte |
| --- | ----------- | --- | - | - | - | ------- | ----- | ------ |
| 1.  | USA U20     | 2   | 2 | 0 | 0 | 004:100 | +3    | 06     |
| 2.  | Niederlande | 2   | 1 | 0 | 1 | 001:200 | −1    | 03     |
| 3.  | Schottland  | 2   | 0 | 0 | 2 | 001:300 | −2    | 0      |

|                                                |   |                     |     |
| 5. März 2008 im GSZ-Stadion in Larnaka         |   |                     |     |
| USA U20                                        | – | Schottland          | 2:1 |
| Michelle Enyeart (27.) Kelley O’Hara (32.)     |   | Suzanne Grant (87.) |     |
| 7. März 2008 im Paralimni-Stadion in Paralimni |   |                     |     |
| Niederlande                                    | – | Schottland          | 1:0 |
| Karin Stevens (49.)                            |   |                     |     |
| 10. März 2008 im GSZ-Stadion in Larnaka        |   |                     |     |
| USA U20                                        | – | Niederlande         | 2:0 |
| Kelley O’Hara (32.) Michelle Enyeart (91.)     |   |                     |     |

## Gruppe B
| Pl. | Land     | Sp. | S | U | N | Tore    | Diff. | Punkte |
| --- | -------- | --- | - | - | - | ------- | ----- | ------ |
| 1.  | Kanada   | 2   | 2 | 0 | 0 | 005:100 | +4    | 06     |
| 2.  | Japan    | 2   | 1 | 0 | 1 | 003:400 | −1    | 03     |
| 3.  | Russland | 2   | 0 | 0 | 2 | 002:500 | −3    | 0      |

|                                                            |   |                           |     |
| 5. März 2008 im Paralimni-Stadion in Paralimni             |   |                           |     |
| Kanada                                                     | – | Russland                  | 2:1 |
| Julie Armstrong (8.) Kara Lang (50.)                       |   | Natalja Barbaschina (18.) |     |
| 7. März 2008 im Paralimni-Stadion in Paralimni             |   |                           |     |
| Kanada                                                     | – | Japan                     | 3:0 |
| Christine Sinclair (22., 42., 80.)                         |   |                           |     |
| 10. März 2008 im Dasaki-Stadion in Achna                   |   |                           |     |
| Japan                                                      | – | Russland                  | 3:1 |
| Mizuho Sakaguchi (11.) Shinobu Ōno (51.) Rumi Utsugi (51.) |   | Olessja Truntajewa (37.)  |     |

## Platzierungsspiele
Spiel um Platz 5
|                                                     |   |                                       |     |
| 12. März im GSP-Stadion in Nikosia                  |   |                                       |     |
| Russland                                            | – | Schottland                            | 3:2 |
| Jelena Morosowa (13., 57.) Olessja Truntajewa (85.) |   | Kim Little (21.) Hollie Thomson (87.) |     |

Spiel um Platz 3
|                                       |   |                        |     |
| 12. März im GSP-Stadion in Nikosia    |   |                        |     |
| Japan                                 | – | Niederlande            | 2:1 |
| Yūki Nagasato (23.) Rumi Utsugi (90.) |   | Nangila van Eyck (18.) |     |

### Finale
| Kanada                                 | Kanada | USA U20 | USA U20 |
| -------------------------------------- | --- | --- | ------- |
| Kanada                                 | \| 12. März 2008 in Nikosia (GSP-Stadion) \| \| Ergebnis: 3:2 (3:0) \| | \| 12. März 2008 in Nikosia (GSP-Stadion) \| \| Ergebnis: 3:2 (3:0) \| | USA U20 |
| Kanada                                 | Erin McLeod – Candace Chapman, Martina Franko, Randee Hermus, Lexi Marton (63. Robyn Gayle), Jonelle Filigno (81. Brittany Timko), Diana Matheson, Sophie Schmidt (31. Clare Rustad), Rhian Wilkinson (69. Kristina Kiss), Jodi-Ann Robinson (56. Julie Armstrong), Christine Sinclair Cheftrainer: Even Pellerud | Alyssa Naeher – Meghan Klingenberg, Lauren Fowlkes, Brittney Macdonald (46. Kaley Fountain), Lauren Wilmoth (70. Elli Reed), Teresa Noyola (46. Amanda DaCosta; 78. Sinead Farrelly), Keelin Winters, Becky Edwards, Gina DiMartino (46. Michelle Enyeart), Kelley O’Hara, Nikki Washington (62. Brittney Steinbruch) Cheftrainer: Tony DiCicco | USA U20 |
| Kanada                                 | 1:0 Christine Sinclaire (10.) 2:0 Jonelle Filigno (22.) 3:0 Christine Sinclaire (37.) | 3:1 Brittney Steinbruch (75.) 3:2 Brittney Steinbruch (83.) | USA U20 |
| 12. März 2008 in Nikosia (GSP-Stadion) | | |         |
| Ergebnis: 3:2 (3:0)                    | | |         |

## Torschützinnen
| Rang | Spielerin           | Tore |
| ---- | ------------------- | ---- |
| 1    | Christine Sinclair  | 05   |
| 2    | Rumi Utsugi         | 02   |
| 2    | Jelena Morosowa     | 02   |
| 2    | Olessja Truntajewa  | 02   |
| 2    | Michelle Enyeart    | 02   |
| 2    | Kelley O’Hara       | 02   |
| 2    | Brittney Steinbruch | 02   |

| Rang | Spielerin        | Tore |
| ---- | ---------------- | ---- |
| 8    | Julie Armstrong  | 01   |
| 8    | Jonelle Filigno  | 01   |
| 8    | Kara Lang        | 01   |
| 8    | Yūki Nagasato    | 01   |
| 8    | Shinobu Ōno      | 01   |
| 8    | Mizuho Sakaguchi | 01   |

| Rang | Spielerin           | Tore |
| ---- | ------------------- | ---- |
| 8    | Karin Stevens       | 01   |
| 8    | Nangila van Eyck    | 01   |
| 8    | Natalja Barbaschina | 01   |
| 8    | Suzanne Grant       | 01   |
| 8    | Kim Little          | 01   |
| 8    | Hollie Thomson      | 01   |